# سلانا د آبیلا
سلانا د آبیلا دهستانی در استان آبیلای اسپانیا است.
در این دهستان ۲۰۳ نفر زندگی می‌کنند. مساحت این دهستان ۶۸٫۱۷ کیلومتر مربع است.